# Vryburgia rimariae
Vryburgia rimariae är en insektsart som beskrevs av Tranfaglia 1981. Vryburgia rimariae ingår i släktet Vryburgia och familjen ullsköldlöss. Inga underarter finns listade i Catalogue of Life.